# Yosidaiulus tuberculatus
Yosidaiulus tuberculatus är en mångfotingart som beskrevs av Masatoshi Takakuwa 1940. Yosidaiulus tuberculatus ingår i släktet Yosidaiulus och familjen Okeanobatidae. Inga underarter finns listade i Catalogue of Life.